# Shake (chanteur)
Pour les articles homonymes, voir Shake et Ahmad.
 (novembre 2009).
Si vous disposez d'ouvrages ou d'articles de référence ou si vous connaissez des sites web de qualité traitant du thème abordé ici, merci de compléter l'article en donnant les références utiles à sa vérifiabilité et en les liant à la section « Notes et références ».
Sheikh Abdullah Ahmad, connu sous le nom de Shake ou Dato Shake, né le 20 mai 1950 à Johor Bahru (Malaisie), est un chanteur malaisien.

## Biographie

### Débuts
Adolescent, Shake participe à un concours de chant à Singapour et arrive premier parmi 500 candidats,. Il chante dans les cabarets le répertoire de Tom Jones et d'Elvis Presley. Un soir deux strip-teaseuses anglaises qui se produisent l'entendent chanter et décident de lui offrir le billet d'avion pour l'Europe afin qu'il puisse y tenter sa chance.
Shake débarque à Paris sans parler un mot de français. Orlando, le frère de Dalida, l'engage cependant immédiatement,,.

### Succès en France
Shake apprend phonétiquement sa première chanson française et, quelques mois plus tard, il interprète pour la première fois chez Michel Drucker dans Les Rendez vous du dimanche, ce qui va devenir un des grands succès de l'année : You Know I Love You (Tu sais je t'aime). Le lendemain, 40 000 exemplaires du disque sont vendus et Shake connait à partir de ce moment un important succès auprès du public adolescent. La chanson est ensuite enregistrée en italien sous le nom de Lo sai ti amo et connait le même succès en Italie qu'en France.
Dès lors, les tubes s'enchaînent, chaque 45-tours connaissant le même succès : Je viens de loin, Io t'amero (que Dalida reprendra), Quand on ne peut pas avoir la fille qu'on aime, Je chante cette chanson pour toi... En 1977, Shake se produit en première partie de Dalida à l'Olympia, il accumule les disques d'or et part en tournée avec ses musiciens  en France, Belgique, Suisse, Italie et Allemagne
Le 45-tours qui suivra le mènera au sommet des hits parades durant quelque 10 semaines : Rien n'est plus beau que l'amour (Une traduction-adaptation de la version originale anglaise de 1955 Love is a many splendored thing). Shake est très présent à cette époque sur les plateaux télé, il se retrouve aussi à la une des magazines branchés. C'est ensuite au tour de Claude François de faire appel à Shake pour assurer la première partie de sa tournée d'été.
En 1979, le roi de Malaisie ayant eu connaissance de son succès en Europe lui demande de revenir. Il lui décerne le titre de Dato (l’équivalent du Sir britannique) pour avoir fait connaître et représenté la Malaisie en Europe. Par ailleurs, la France décerne à Shake la médaille de Chevalier des Arts et des Lettres pour le remercier d'avoir promu la langue et la culture française en Asie, où l'anglais est l'une des langues prédominantes.
Shake enregistre ensuite Soleil, Aide moi, Trocadéro bleu citron (B.O. du film), L'étranger au paradis. Jeff Barnel et Serge Gainsbourg offrent à Shake la chanson Chavirer la France, qui obtient un nouveau succès.
En 1981, Shake sort un 33-tours, composé de 10 titres inédits. Elle s'en va - Paradis des anges. Outre ses deux succès, on retrouve sur ce disque, un titre écrit et composé par Shake, interprété en malais, sa langue natale : Begawan solo (La Rivière de l'amour). L'album est à nouveau disque d'or, cependant, celui que l'on compare alors à Mike Brant rêve déjà de changer de cap. Le 6 novembre 1981, Miléna, son épouse, donne naissance à des jumeaux : Amiir et Amaro. Dalida sera leur marraine. Depuis longtemps déjà, l'étiquette de "chanteur de charme" qui lui colle à la peau ne correspond plus à ce que Shake souhaite faire artistiquement, mais il continue d'enregistrer, selon son contrat, les titres qu'on lui impose. Le succès s'estompe, même si les 45-tours suivants, sortis en 1982 et 1983, se vendent encore : Le cœur à côté de toi, Animal tropical, Avec elle... En tout, il enregistrera vingt 45-tours et six albums 33-tours. Mais, en 1984, c'est la rupture. Shake met un terme à son contrat avec Orlando et signe chez Philips pour un unique 45-tours, Sorry Sandy, une chanson aux accents rock auquel son public, dérouté, adhère peu,.

### Départ de France
En 1985, Shake repart pour la Malaisie, où ses admirateurs se font de plus en plus nombreux. Il enregistre un premier CD en malais, sous le nom de Dato Shake, qui se vendra à 700 000 exemplaires. D’autres suivent. Shake devient une star dans son pays, où il remplit les stades. Pourtant le régime du pays le fera s'exiler à nouveau, cette fois vers Los Angeles, où il s'installera définitivement et élèvera ses enfants tout en continuant à vivre de la musique. Au total, trois CD seront enregistrés, en malais et anglais, et seront certifiés or.
Bien que Shake revienne régulièrement en France, il se fait discret et le public français n'aura plus de nouvelles de lui jusqu'en 1996, date à laquelle le producteur Orlando rassemble quatorze de ses plus grands succès et les édite sur un CD « best of » (meilleurs titres) Rien n'est plus beau que l'amour. Shake vit aux États-Unis et viendra en France le temps de faire trois télés. Le CD se vend à plus de 200 000 exemplaires. 
En mai 2009, le CD de Shake D'hier & d'aujourd'hui sort : sept anciennes chansons en français, réorchestrées, et sept nouveaux titres, parmi lesquels une reprise de Et maintenant de Gilbert Bécaud en anglais (What Now My Love). Inspiré par l'élection du président américain Obama, Shake interprète sur une musique électro un nouveau titre : Change. En juin 2009, une compilation, Mes grands succès, est distribuée au Québec. En septembre de la même année, un double CD, Satu penghargaan, regroupant 26 titres en malais, est commercialisé en Malaisie.

## Discographie

### Albums studio
- 1977 : Shake
- 1978 : Shake
- 1979 : We've Got Love - Chavirer la France
- 1980 : Paradis des anges
- 1983 : Kau bungaku
- 1984 : Bicara tentang cinta...
- 1986 : Kita bertemu lagi
- 1986 : Sebuah lagu cinta
- 1987 : D.E.S.T.I.N.I
- 1994 : Sebelum kau
- 2009 : D'hier et d'aujourd'hui
- 2013 : Chameleon

### Compilations
- 1977 : Disque d'or n°1
- 1980 : 16 Chansons, 16 Succès
- 2009 : Mes grands succès
- 2009 : Satu penghargaan
- 2020 : Anthologie 1976-1983

### Singles en France
Les singles suivants sont sortis en France,.
- 1976 : You Know I Love You (Tu sais je t'aime)
- 1976 : Je viens de loin
- 1977 : Io t'amero
- 1977 : Quand on ne peut pas avoir la fille qu'on aime
- 1977 : I'm Singing This Song For You (Je chante cette chanson pour toi)
- 1977 : Rien n'est plus beau que l'amour
- 1977 : Love Is A Many-Splendored Thing
- 1978 : Soleil aide-moi
- 1978 : C'est plus facile à deux
- 1978 : Trocadéro bleu citron
- 1978 : L'Étranger au paradis
- 1979 : We've Got Love
- 1980 : Angel
- 1981 : Paradis des anges
- 1981 : Elle s'en va
- 1981 : La Rivière de l'amour
- 1981 : Le Cœur à côté de toi
- 1982 : Changer de style
- 1982 : Animal tropical
- 1982 : Avec elle
- 1983 : Suzan
- 1983 : Sorry Sandy
- 1983 : Je suis là
- 1985 : Let Me Be Your No.1 (sous le nom « Dato Shake »)